# Rollinia dolichopetala
Rollinia dolichopetala es una especie de árbol de la familia Annonaceae. Es un endemismo de Ecuador.  Su hábitat natural son los bosques húmedos de las tierras bajas subtropical o tropicales y los bosques de montaña húmedos.

## Descripción
Un árbol endémico de Ecuador, donde se encuentra ampliamente distribuido en la región amazónica. Conocido en 32 colecciones, entre ellas varias en el Parque nacional Yasuní y el Parque nacional Sumaco Napo-Galeras. También podría encontrarse en hábitats similares en el Parque nacional Podocarpus. Las principales amenazas son la deforestación, la minería, los asentamientos humanos, construcción de carreteras y las concesiones petroleras. En 1997, la especie fue clasificada como rara. La destrucción del hábitat es la única amenaza conocida para la especie.

## Taxonomía
Rollinia dolichopetala fue descrita por Robert Elias Fries y publicado en Arkiv för Botanik, Andra Serien 4(2): 26, pl. 3. 1959.
Sinonimia
- Rollinia dolichopetala var. divergens R.E. Fr.
- Rollinia dolichopetala var. suberecta R.E. Fr.	[3]